# William Glass
Pour les articles homonymes, voir Glass.
William Glasgow, connu sous le nom de William Glass, né le 11 mai 1786 à Kelso et mort en 1853 à Tristan da Cunha, est un administrateur britannique. 

## Biographie
Fils de David et Janet Glasgow, il entre dans l'armée britannique à Berwick-upon-Tweed en mars 1804. Après avoir servi comme caporal dans l'artillerie britannique au Cap, il s'installe en 1816 à Tristan da Cunha et en devient le gouverneur tout en y pratiquant le commerce des peaux de phoques et d'huiles d'éléphants marins. Il fonde alors établissement qui deviendra Édimbourg-des-Sept-Mers,. 
Il est mentionné dans le roman de Jules Verne Les Enfants du capitaine Grant (partie 2, chapitre II) et apparaît comme personnage dans Le Sphinx des glaces (partie 1, chapitre VII).